# Красный Городок (Лесной район)
Красный Городок (карел. Gorotka) — посёлок в Лесном муниципальном округе Тверской области.

## География
Находится в северо-восточной части Тверской области на расстоянии приблизительно 20 км по прямой на юг-юго-восток по прямой от районного центра села Лесного.

## История
Посёлок был отмечен только уже на карте 1982 года. До 2019 года входил в состав ныне упразднённого Медведковского сельского поселения.

## Население
Численность населения: приблизительно 100 человек (1982 год), 23 (русские 96 %) в 2002 году, 12 в 2010 году.